# Католицизм в Тунисе
Католицизм в Тунисе. Католическая церковь Туниса является частью всемирной Католической церкви. Численность католиков в Тунисе составляет около 20 тысяч человек (0,2 % от общей численности населения).

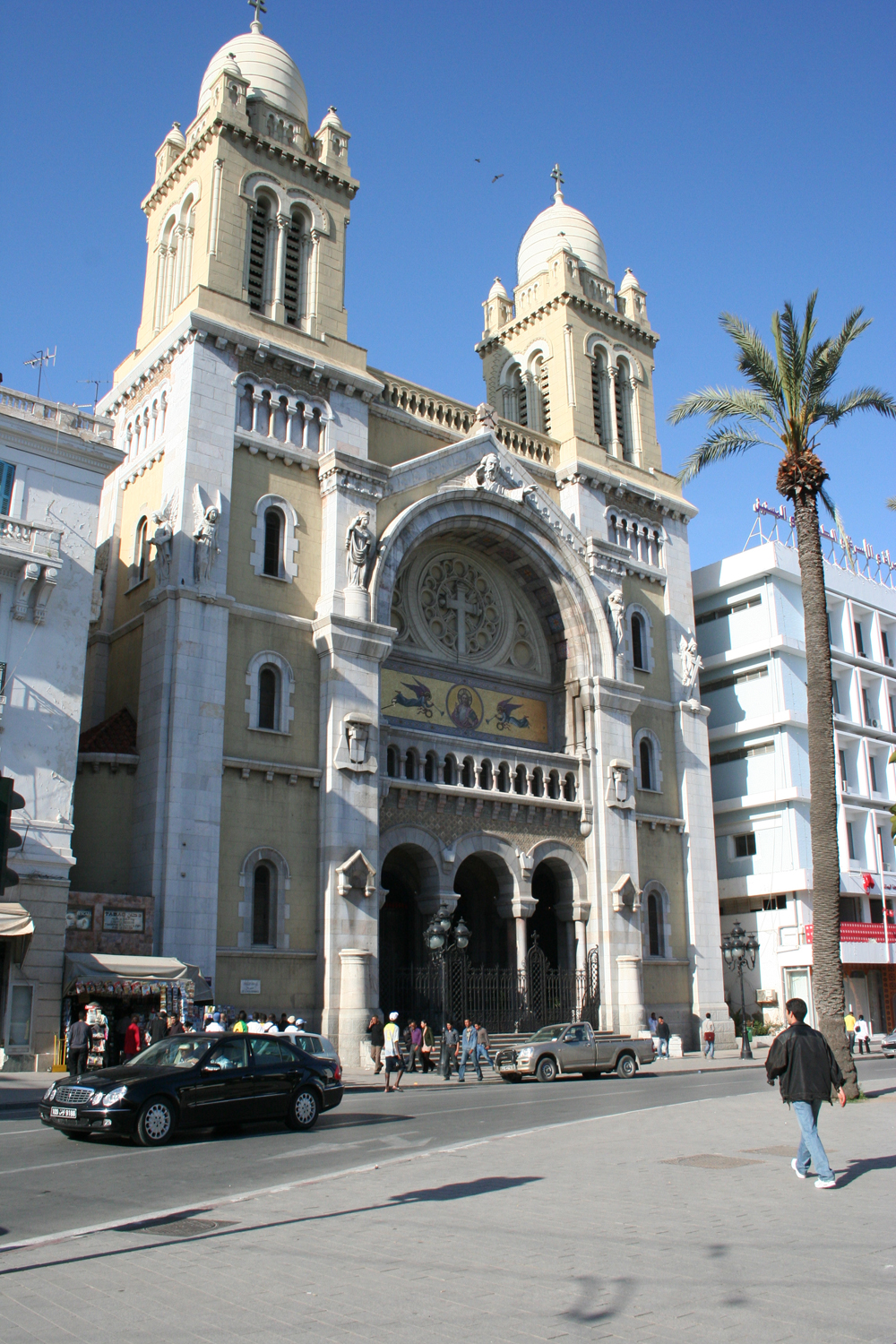
Собор св. Викентия де Поля, кафедральный собор архиепархии Туниса

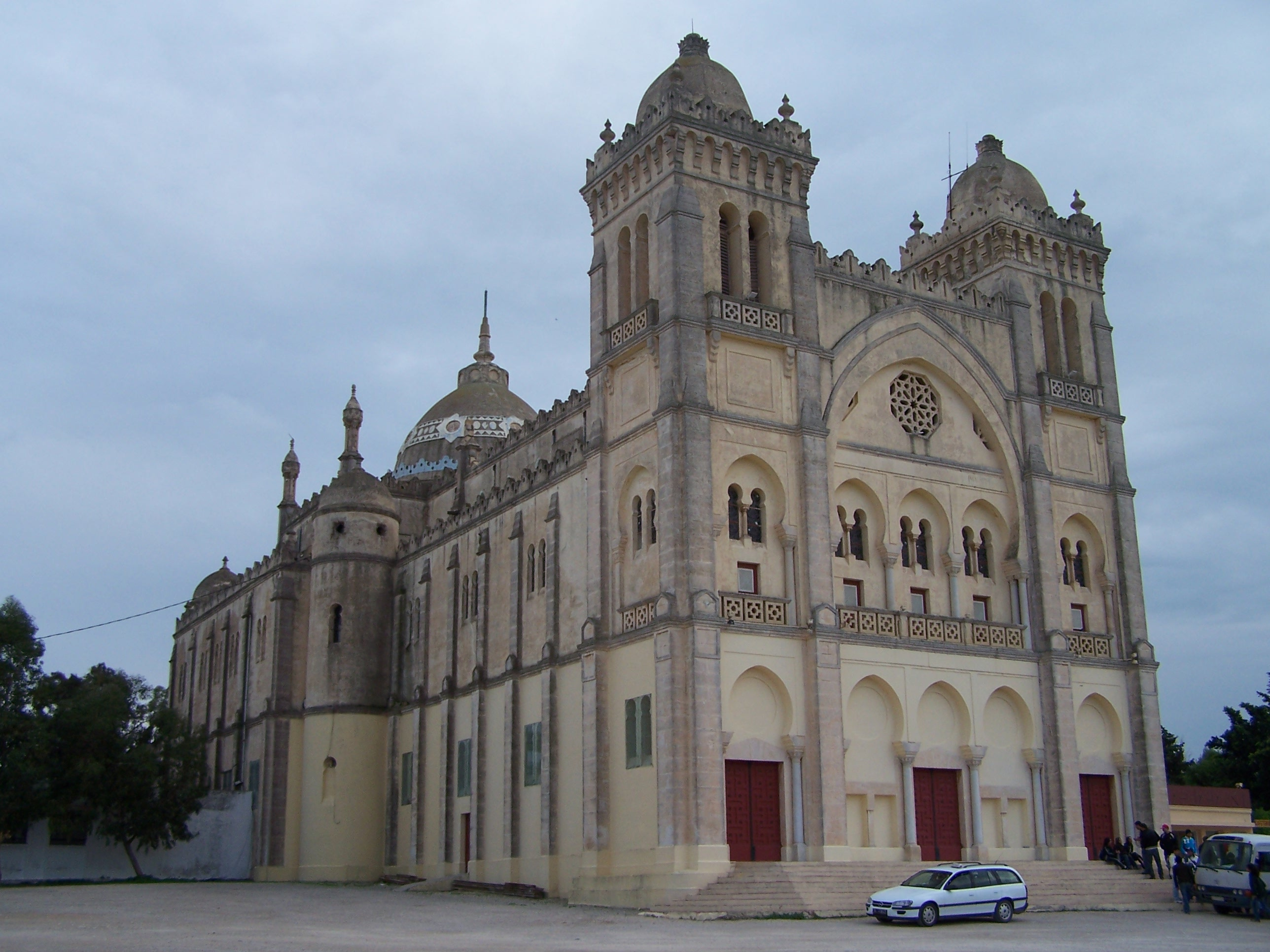
Собор святого Людовика. Ныне концертный зал

## История
Христиане появились на территории современного Туниса вероятно ещё в I веке н. э. Епархия Карфагена была основана во II веке и была одной из самых известных епархий первых веков христианства. В Карфагене проживал раннехристианский писатель и теолог Тертуллиан. Первым епископом епархии Карфагена был Агриппин Александрийский. Епископ Карфагена носил титул «епископа Африки, Нумидии, Триполитании и Мавретании». Помимо карфагенской епархии в римской провинции Африка существовали епархии Бизацены (центр — Гадрумет, позднее Сус) и епархия Триполитании, также частично или полностью принадлежавшие территории современного Туниса. Из римской Африки происходили папы Виктор I, Мильтиад и Геласий I.
В IV веке в Карфагенской церкви распространились христологические ереси донатизма, арианства, манихейства и пелагианства. Вторжение вандалов привело к упадку епархии, которая снова стала значима после византийского завоевания в 533 году. Был образован Карфагенский или Африканский экзархат, который входил в Византийскую империю. В 670-х годах арабы завоевали Северную Африку, после чего значительная часть христиан бежала на Сицилию и Сардинию. Епископы не назначались на кафедру Карфагена до начала XVII века (известны только два епископа Карфагена в середине XI века). В XII веке Тунис был занят Альмохадами, которых сменила династия Хафсидов. В правление Альмохадов тунисские принцы содержали христианских наёмников, воинам-христианам предоставлялась свобода вероисповедания.
В 1233 году францисканцы основали несколько монастырей в Марокко и Тунисе, годом позже доминиканцы основали здесь миссию для опеки солдат и торговцев, направлявшихся в Африку. В 1270 году на территории современного Туниса скончался Людовик Святой в ходе VII крестового похода, а в 1272 году мученическую смерть приняли несколько христианских проповедников из числа тринитариев и францисканцев.
Несколько веков единственными христианами на территории Туниса были только рабы из числа христианских пленников. Некоторые католические ордена, главным образом тринитарии и мерседарии выкупили из плена большое число христиан.
20 апреля 1624 года папа Урбан VIII издал бреве Dilecto filio, которым учредил миссию капуцинов в Тунисе, которая занималась избавлением из рабства рабов-христиан. В 1680 году Святым Престолом была учреждена титулярная епархия Карфагена.
В 1843 году папа Григорий XVI учредил апостольский викариат Туниса. В 1881 году Тунис был захвачен Францией и перешёл под её протекторат, число католиков за счёт приезжих французов резко выросло. В 1884 году апостольский викариат был преобразован в архиепархию Карфагена, непосредственно подчинявшейся Святому Престолу. Первым архиепископом Карфагена стал известный церковный деятель Шарль Лавижери, основатель миссионерского общества белых отцов. Французские власти, однако, ограничивали миссионерскую деятельность католиков в Тунисе среди мусульман, опасаясь волнений, и стремились, чтобы католические структуры окормляли исключительно этнических французов.
В 1897 году Лавижери освятил кафедральный собор св. Людовика в Карфагене и Собор святого Викентия де Поля в Тунисе.
В 1956 году Тунис стал независимым государством, большое число католиков французского происхождения уехало из страны. Большая часть церковной собственности, включая собор Святого Людовика были переданы в государственную собственность по договору между Святым Престолом и Тунисом. С 1964 года здание собора св. Людовика не использовалось по прямому назначению, а с 1994 года стало использоваться как музей и концертный зал. Здание собора св. Викентия де Поля по договору 1964 года Католическая церковь сохранила за собой. Новая реальность отразилась в ликвидации в том же 1964 году архиепархии Карфагена и её преобразовании в территориальную прелатуру Туниса. В 1972 году были установлены постоянные дипломатические отношения Святого Престола и Туниса и открыта постоянная нунциатура.
31 мая 1995 года территориальная прелатура Туниса была вновь повышена в статусе до епархии. 22 мая 2010 года папа Бенедикт XVI возвёл епархию Туниса в ранг архиепархии.
14 апреля 1994 года епархию Туниса посетил с пастырским визитом Римский папа Иоанн Павел II.

## Современное состояние
Все католики Туниса объединены в архиепархию-митрополию Туниса, напрямую подчиняющуюся Святому Престолу. Общая численность католиков — 20 тысяч человек, в стране служат 34 священника в 11 епархиях. Кафедральный собор архиепархии — Собор святого Викентия де Поля.